# Cocker spaniel anglès

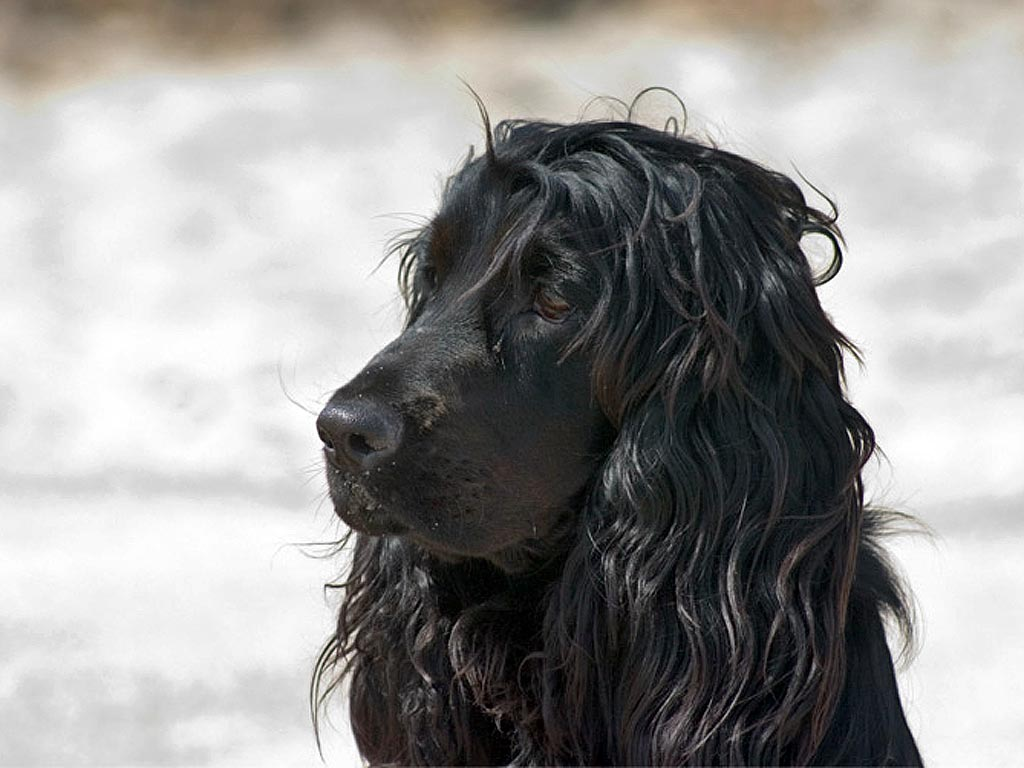
Cocker spaniel anglès negre

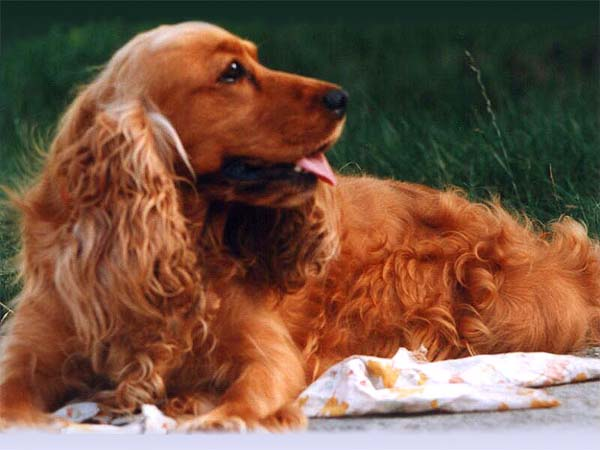
Cocker spaniel anglès daurat

El cocker spaniel anglès és una raça de gos provinent del Regne Unit, de mida mitjana i amb un pèl adorable quan és mantingut correctament. Originalment es va desenvolupar aquesta raça per a la cacera d'ànecs. En el present encara s'usa en la cacera però també se l'empra com a animal de companyia. El seu temperament calmat, una vegada que ha fet el seu exercici diari, ha permès que sigui emprat com a gos de teràpia per a persones deshabilitades i ancians. També es fan servir entre els cossos de seguretat pel rastreig i entre els grups de protecció civil per a arribar allà on els gossos més grans no poden (ja sigui per les dificultats d'accés, o bé pels perills d'allaus o similars). I també són habituals en les exhibicions i concursos esportius de tipus agility.

## Origen
El nom del cocker té el seu origen en la paraula anglesa woodcock (becada en català), ja que aquest spaniel era utilitzat originalment per a la caça d'aquesta au. Es creu que aquesta raça és descendent de gossos conillers de la península Ibèrica ("Hispania") que també van donar origen a varis spaniels, tant francesos com anglesos. Es considera que va ser el duc de Marlborough qui va seleccionar a un tipus de spaniel bastant similar a l'actual. Els spaniel del duc tenien les orelles més llargues que els altres i el pèl era blanc amb taques vermelles i ataronjades. A partir d'aquests gossos, els criadors anglesos van continuar la selecció, fins a arribar a fixar l'estàndard definitiu el 1901. A la Federació Cinològica Internacional (FCI) està classificat amb el número 5, secció 2 del grup 8.

## El cocker americà
Als Estats Units, cap al 1800, es va començar a desenvolupar una varietat, avui considerada una altra raça descendent de la primera, anomenada cocker spaniel americà, reconeguda per la FCI el 1946 amb el número 167 (grup 8, secció 2). Com a trets més diferenciables de l'anglès cal destacar una mida menor en la mitjana de la raça, un morro més xato, uns ulls més enfonsats al crani (tot i que les òrbites acostumen a estar més sortides), un front més prominent i un pèl més llarg i abundant.

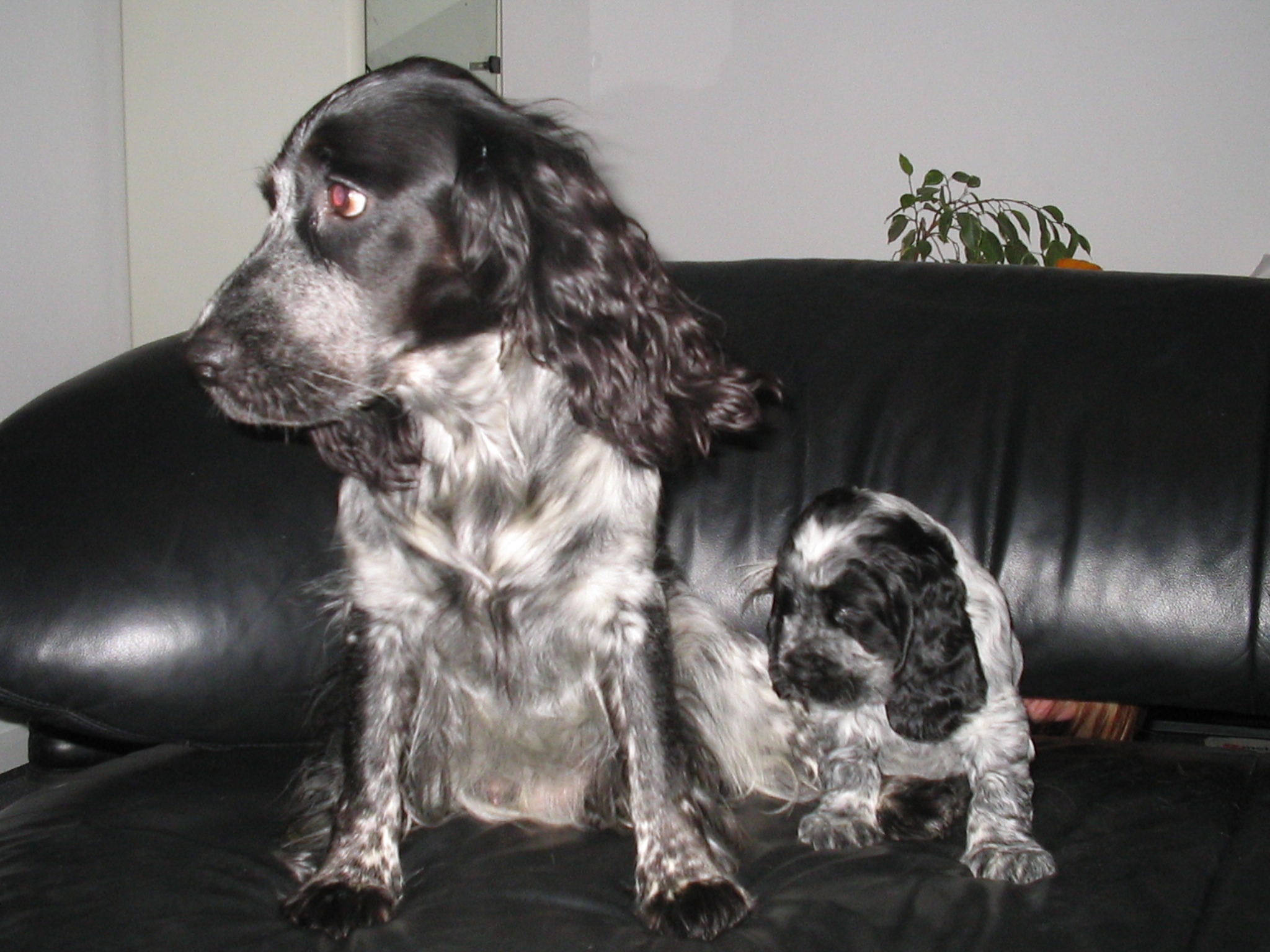
Còcker anglès bicolor (amb cadell)
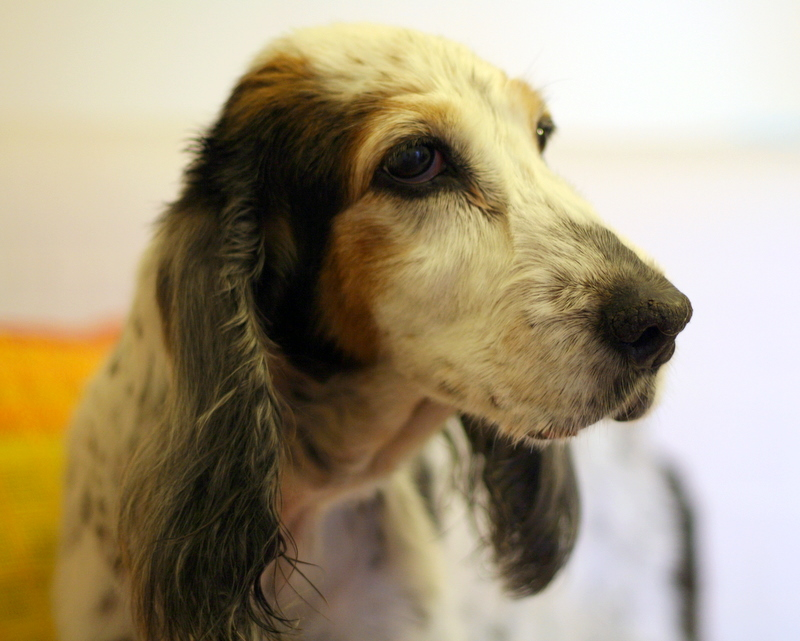
Còcker anglès tricolor
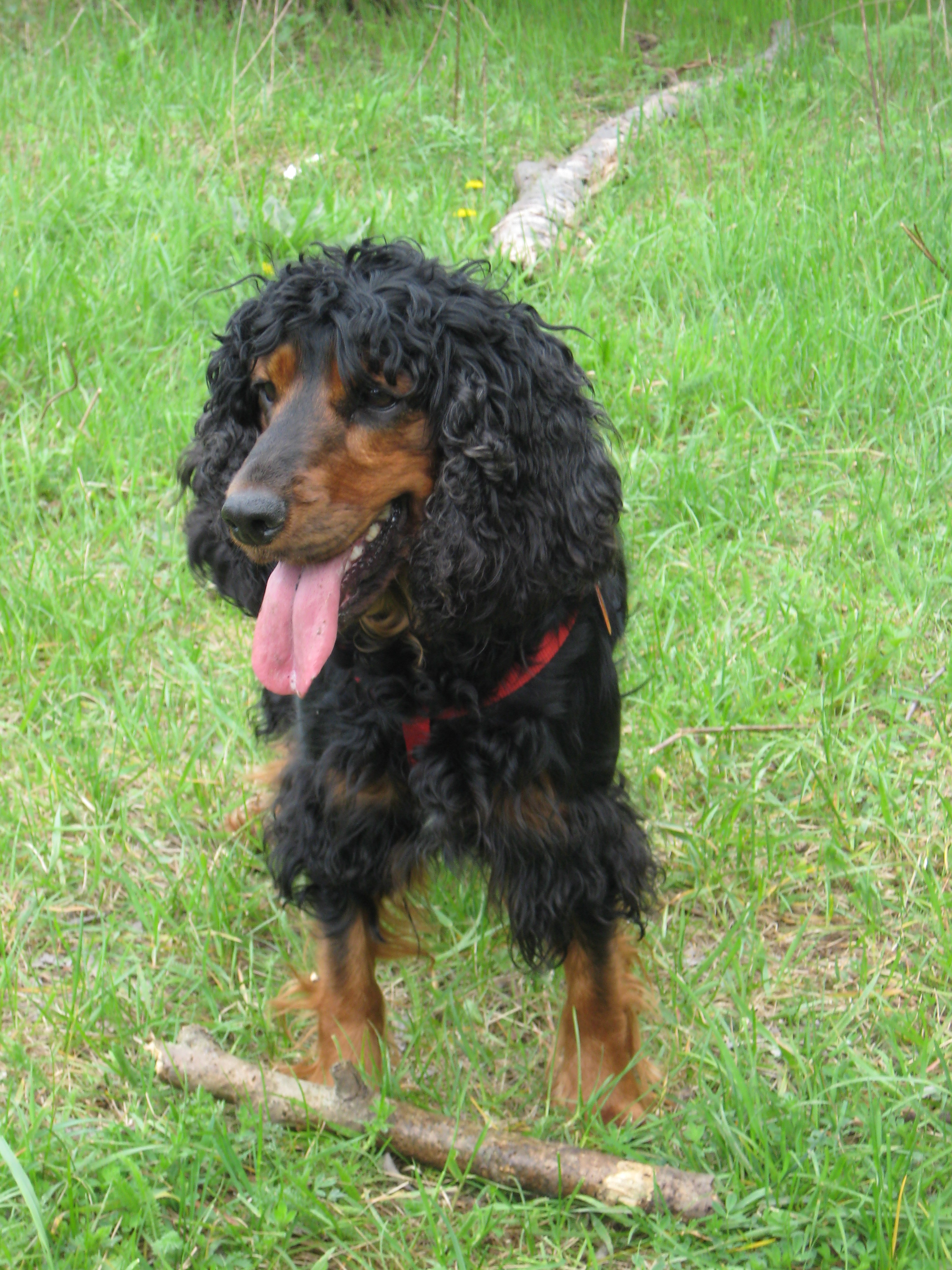
Còcker anglès amb una combinació de colors poc habitual
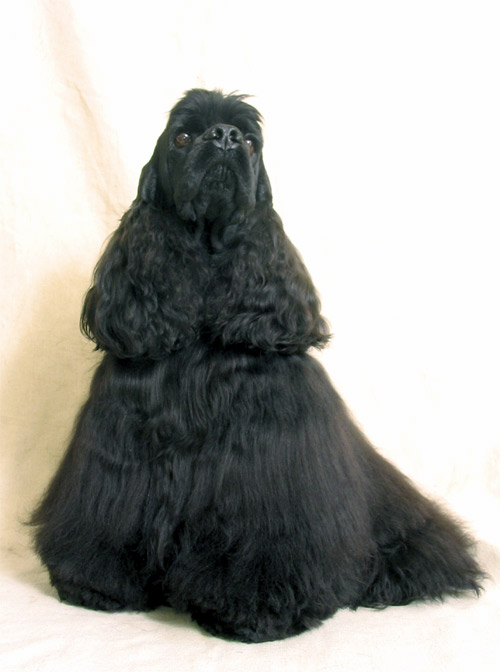
Còcker americà (negre)
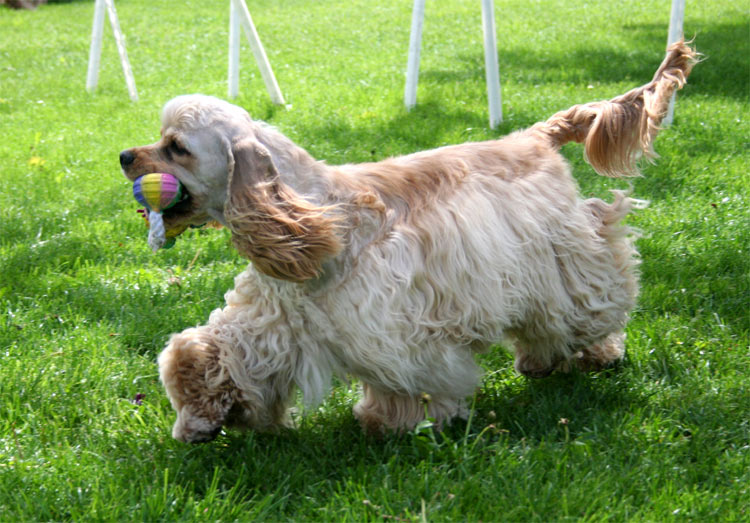
Còcker americà bicolor (ros i blanc)

## Descripció
El Cocker Spaniel anglès és un gos robust, compacte i ben equilibrat. Té una expressió característica que mostra intel·ligència i alerta. Els seus ulls han de ser foscos i les seves orelles lobulars han d'arribar "una mica més enllà" de la punta del nas quan es tiren cap endavant. Avui dia, existeix una diferència significativa en l'aspecte entre els gossos criats al camp i els criats en exhibicions. La cua del Cocker es talla habitualment a Amèrica del Nord. Als països on la caudectomia és legal, la cua generalment es talla a uns 10-13 cm en els gossos criats al camp, mentre que els gossos d'exposició generalment es tallen més a prop del cos.
L'estàndard de la raça indica que els mascles de la raça mesuren de mitjana entre 39 i 41 cm a la creu, i les femelles són una mica més petites, i arriben a mesurar entre 38 i 39 cm. Tant els mascles com les femelles de la raça pesen aproximadament entre 13 i 14,5 quilograms. Els Cocker Spaniels americans són més petits, amb una mitjana d'entre 36,2 i 39,4 cm i les femelles, de nou més petites, entre 34 i 37 cm, ambdues amb un pes aproximat d'entre 12 i 14,5 quilograms.
El Cocker Spaniel anglès és similar a l'Springer Spaniel anglès i, a primera vista, l'única diferència important és la mida més gran de l'Springer. Tanmateix, els Cockers anglesos també tendeixen a tenir les orelles més llargues i d'implantació més baixa que els Springers anglesos. A més, els Springers també solen tenir un musell més llarg, els seus ulls no són tan prominents i el pelatge és menys abundant.